# Superkupa Shqiptar 2004
La Superkupa Shqiptar 2004 è stata l'undicesima edizione della supercoppa albanese.
La partita fu disputata dal Tirana, vincitore del campionato, e dal Partizani Tirana, vincitore della coppa.
Questa edizione si giocò allo Qemal Stafa Stadium di Tirana e vinse il Partizani 2-0.
Per la squadra della capitale è il primo titolo, conquistato grazie a due gol nella fase iniziale della partita.

## Tabellino
| Arbitro: | A.Lulaj |

|  |           |                           |
|  | Marcatori | 2’ Allmuça 25’ Bylykbashi |